# NGC 7301
NGC 7301 este o interacting galaxies⁠(d) situată în constelația Vărsătorul. A fost descoperită în 1886 de către Francis Leavenworth. Se află la o distanță de 69,18 de megaparseci de Pământ.